# 津久井智子
津久井智子（つくい ともこ、1980年 - ）は、埼玉県出身の消しゴムはんこ職人である。現在は熱海市在住。

## 来歴
1980年生まれ。埼玉県富士見市出身、静岡県熱海市在住。15歳の頃、中学校の授業中に消しゴムとカッターではんこを作りはじめる。和光大学人間関係学部卒業後、2003年より、象夏堂（しょうかどう）の屋号で、イベント等でオーダーメイドの消しゴムはんこ製作・販売を開始する。
2005年の書籍出版をきっかけに、メディア出演やワークショップなどを通して、消しゴムはんこの楽しみ方や活用法を提案するようになり、専用インクやキットのプロデュース、イベントでのライブ製作など、消しゴムはんこの可能性を広げる活動を展開する。2012年からはアーティストとしての活動も始まり、アジア・ヨーロッパにも作品展示の機会を得て、国内ではホテルや船の壁画などの大きい作品作りも行っている。2013年、熱海の山の上に、小さな古い家をアトリエとして購入して移住した。
著書に『消しゴムはんこ。はじめまして』（大和書房）などがある。文具情報誌「BUN2」では、エッセイ漫画「ヒマラヤほどの消しゴムひとつ。」を毎号連載中。

## 著書
- 『消しゴムはんこ。』（主婦の友社）
- 『またまた、消しゴムはんこ。』（主婦の友社）
- 『消しゴムはんこ。で年賀状』（主婦の友社）
- 『布に押す、消しゴムはんこ。』（ブティック社）
- 『かんたん、消しゴムはんこ。』（宝島社）
- 『消しゴムはんこ。歳時記も。』（大和書房）
- 『消しゴムはんこ。でおくりもの』（宝島社）
- 『消しゴムはんこ。はじめまして。』（大和書房）
- 『レトロかわいい消しゴムはんこ。』（主婦の友社）
- 『消しゴムはんこ。で季節のご挨拶。』（主婦の友社）
- 『消しゴム仏はんこ。』（誠文堂新光社）

## メディア出演
- おしゃれ工房（NHK教育、2004年12月・2006年12月）
- くちコミ☆ジョニー!（日本テレビ、2007年11月）
- あっぱれ!!さんま新教授（フジテレビ、2009年3月）
- ちちんぷいぷい（毎日放送、2012年3月）